# Grevtungi
Grevtungi so bili gotsko ljudstvo, ki je v 3. in. 4. stoletju živelo v Pontski stepi med rekama Dnester in Don v današnji Ukrajini. Bili so tesno povezani z gotskimi Tervingi, ki so živeli zahodno od Dnestra. Vzhodno od Grevtungov so ob Donu živeli Alani.
Ko so v poznem 4. stoletju v evropske stepe prišli Huni, so prisilili najprej Alane in nato še del Grevtungov, da so se jim pridružili. Alani, Goti in druga vzhodnoevropska ljudstva so tvorili pomemben del Atilove vojske. Veliko Grevtungov, nekaj Alanov in Hunov je prečilo spodnjo Donavo in se pridružilo veliki skupini Tervingov, ki je leta 376 vdrla v Rimsko cesarstvo. Prišleki so leta 378 v bitki pri Adrianoplu porazili rimsko vojsko in se s soglasjem rimskega cesarja leta 382 tam naselili. 
Prvotna plemenska imena Gotov se v Rimskem cesarstvu niso več uporabljala. Zdi se, da je veliko priseljencev iz leta 382 predstavljalo pomemben delež Vizigotov, ki so se združili pod Alarikom I.
Pisec Jordanes iz 6. stoletja v svojem delu Getica Grevtungov sploh ne omenja, iz besedlila pa je kljub temu mogoče razbrati, da so bili Grevtungi tesno povezani z gotskim kraljem Ermanarikom in kasneje z Amalsko dinastijo, ki je bila med Atilovimi Goti. Po propadu Atilovega imlerija so Amalidi ustanovili Ostrogotsko kraljestvo na rimskem Balkanu.

## Sklic
1. ↑  Heather, Peter (2018). "Greuthungi". V Nicholson, Oliver (ur.). The Oxford Dictionary of Late Antiquity. Oxford University Press. ISBN 9780191744457. Pridobljeno 26. januarja 2020.